# District de Shūchi
Le district de Shūchi (周智郡, Shūchi-gun) est un district de la préfecture de Shizuoka, au Japon.

## Géographie

### Démographie
Lors du recensement national de 2000, la population du district de Shūchi était de 27 103 habitants répartis sur une superficie de 386 km2.

### Divisions administratives
Le district de Shūchi est constitué du bourg de Mori.